# El Solà (Castellar de la Ribera)
El Solà és una masia del municipi de Castellar de la Ribera, a la comarca catalana del Solsonès.